# Asko Oy

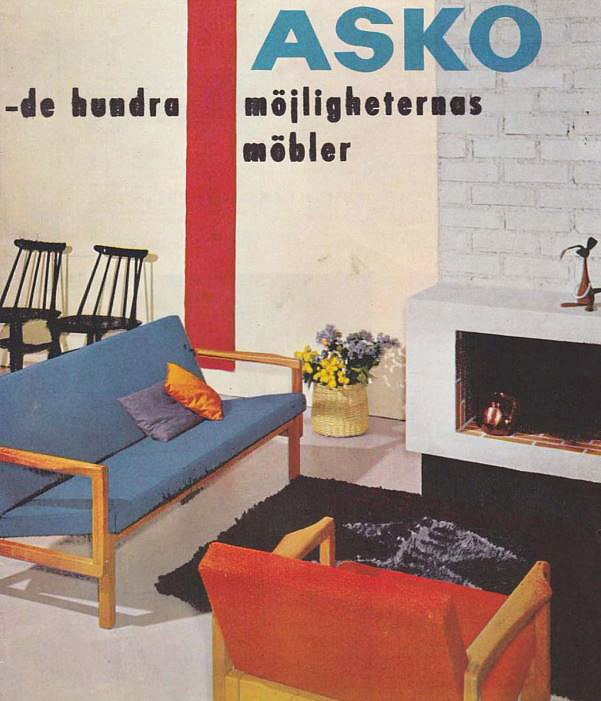
En Asko-katalog från tidigt 1960-tal.

Asko Oy (Indoor Group Oy) är ett finskt företag för försäljning av möbler och inredningsdetaljer med säte i Lahtis. Företaget, som grundades 1918 tillhör sedan 1999 Indoor Group. Asko har numera möbelaffärer enbart i Finland och Estland. På 1980- och 1990-talen var Asko Möbler även etablerat i Sverige. 
Den ursprungliga möbeltillverkaren har en invecklad historia som internationell handelskoncern med många olika verksamhetsgrenar, företagsförvärv och -försäljningar.

## Historik

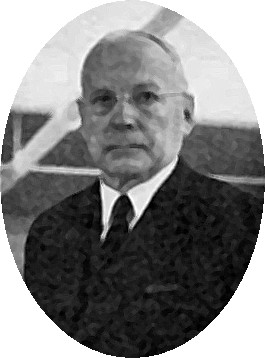
Asko-Avonius.

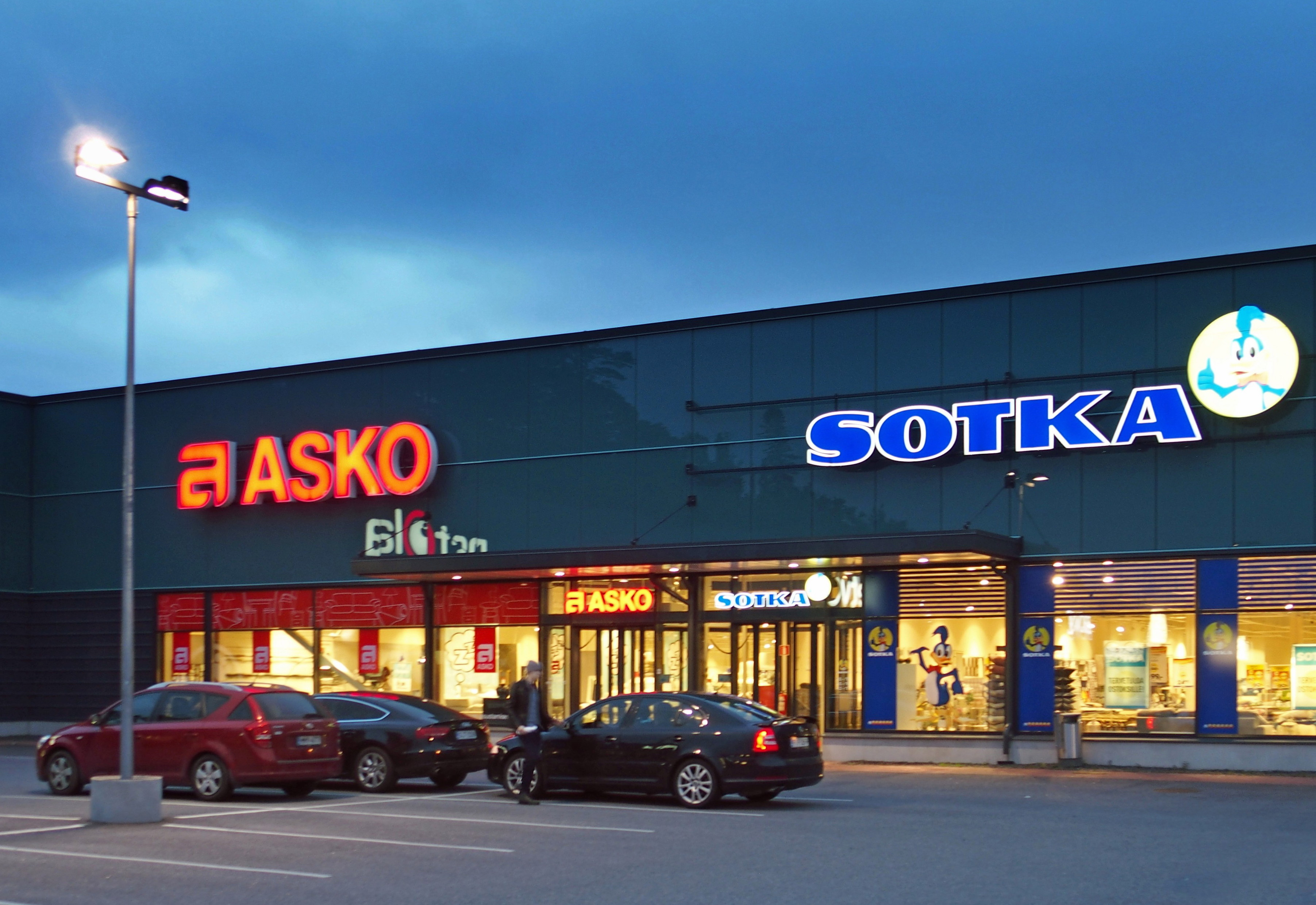
Asko och Sotka i Åbo, Finland.

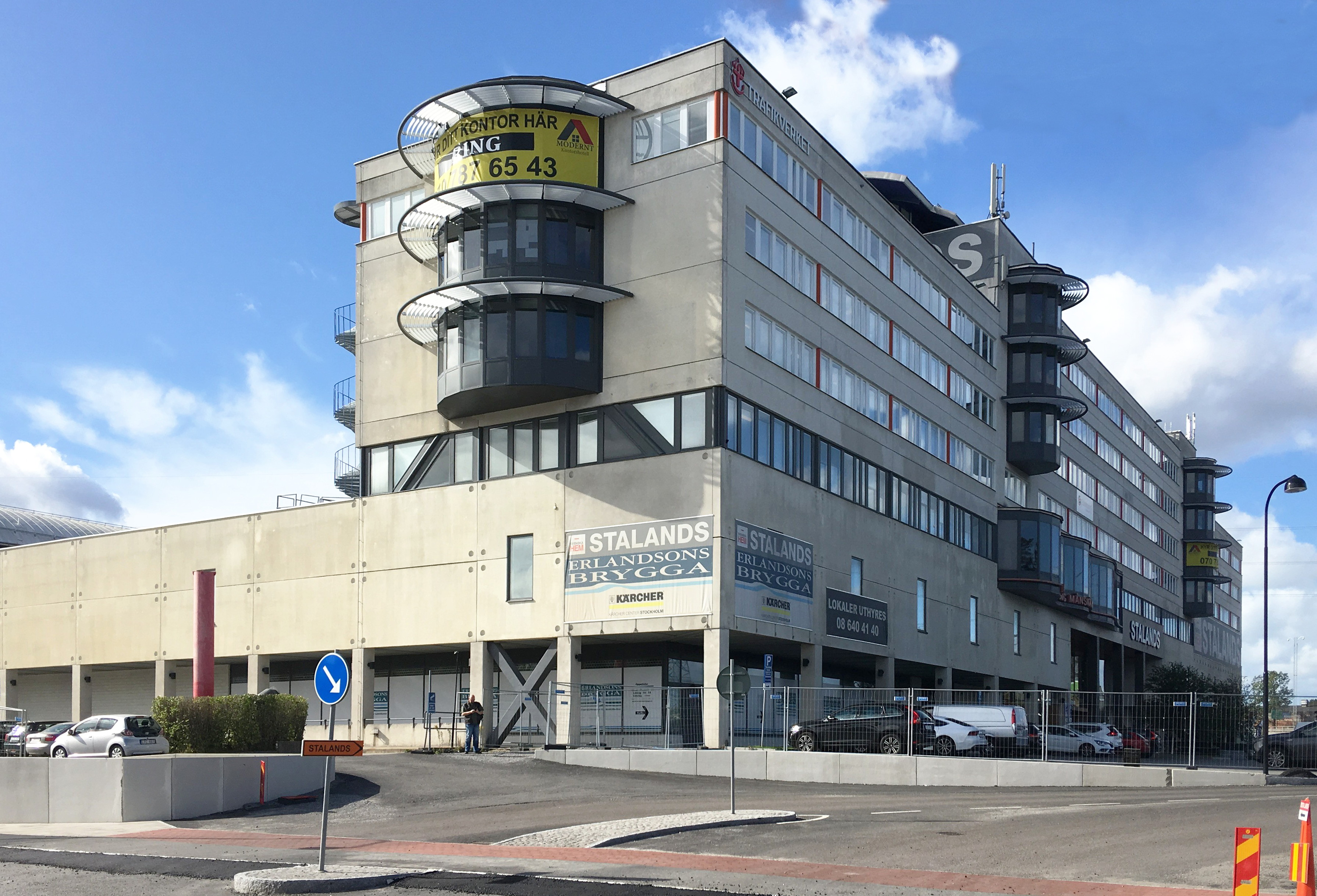
F.d. "Asko-huset" i Kungens kurva.

Askos föregångare var Lahti snickerier som grundares den 6 september 1918 av snickaren Aukusti Avonius (1887–1965). Fabriken tillverkade möbler och öppnade sin första möbelbutik 1919. Verksamheten växte och 1928 invigdes en ny större fabrik och den första produktkatalogen släpptes. 1931 ändrades namnet till Asko-Avonius Huonekalutehtaat (Asko-Avonius Möbelfabriker) under varumärket ASKO. Firmagrundaren ändrade också sitt efternamn till Asko-Avonius. Samma år etablerade Asko sitt första försäljningskontor i London.
År 1940 hette bolaget Asko Tehtaat Oy som ändrades 1965 till Asko Oy. I mitten av 1950-talet hade Asko Nordens största möbelfabrik med ett 100-tal medarbetare. Företaget hade egna formgivare, bland dem Ilmari Tapiovaara, Tapio Wirkkala och Olli Borg. Bland Askos många möbelprodukter märks stolen Åskbollen som formgavs av Eero Aarnio och presenterades 1966. 
På 1960-talet var Asko representerat i över 20 länder. I mitten av 1970-talet hade Asko under namnet Asco Finn Center filialer i England, Tyskland, Frankrike, Schweiz, Nederländerna och Belgien. Men redan mot slutet av 1970-talet mötte företaget ekonomiska svårigheter. År 1977 fusionerades Asko och UPO i Asko-Upo Oy. Asko-Upo Oy fusionerades med Asko Group 1981 och plaströrstillverkningen inkorporerades i Oy Uponor 1982. År 1998 sålde Asko Finlayson och 1999 sin traditionella möbelverksamhet till ett finansbolag som drivs av Sponsor Capital Oy, som slog samman det med möblekedjan Sotka till Indoor Group Oy. Idag har Asco 34 inredningsbutiker i Finland och fyra i Estland samt onlinehandel.

## Asko i Sverige
Asko hade tre möbelvaruhus i Sverige: Barkarby, Länna och Kungens kurva. Flaggskeppet var anläggningen i Kungens kurvas kontors- och industriområde där företaget lät 1986 bygga det så kallade Asko-huset vid Månskärsvägen. Asko-huset hade bra skyltläge mot Södertäljevägen men låg avsides inom Kungens kurva-området, kunderna hittade inte dit. Asko i Kungens kurva stängdes efter bara några år, liksom butiken som sålde Asko Möbler i Länna. När Asko Möbler Barkarby lades ner innebar detta slutstrecket för Asko Möbler i Sverige. Bolaget Asko Möbler AB avregistrerades år 2014. I före detta Asko-huset, Kungens kurva finns sedan 2008 konkurrenten Stalands möbler.

## Asko Appliances
År 1988 förvärvade Asko den svenska tvättmaskintillverkaren Asea Cylinda, som marnadsfördes av Asea Skandia. Namnet ändrades först till Asco Cylinda och 2008 till Asko Appliances. År 2000 såldes Asko Appliances till den italienska Antonio Merloni-gruppen, men sedan 2010 har den ägts av slovenska Gorenje.